# Tjakko Tjakkes
Tjakko Tjakkes (Onstwedde, 2 augustus 1938) is een Nederlands voormalig politicus van de VVD.
Hij werd geboren als zoon van Geert Tjakkes (1912-1974) en Henderika Catharina Vos (1917-2000). In 1962 ging hij als administrateur werken bij de gemeentepolitie van Hoogezand-Sappemeer en na twee jaar maakte hij de overstap naar de gemeentesecretarie aldaar. Later trad hij in dienst bij de gemeente Onstwedde en in 1968 werd hij chef van de afdeling interne zaken bij de gemeente Ooststellingwerf. Daarnaast was hij brandmeester bij de plaatselijke brandweer. Op 1 februari 1980 werd Tjakkes de burgemeester van Aduard. Nadat er ernstige problemen waren binnen het college van B&W ging hij eind 1980 met ziekteverlof. Met ingang van 1 februari 1981 werd hem ontslag verleend. Tot 2004 had hij een leidinggevende functie bij 'Brandweeropleidingen Noord' (BON).
- Nederlandse Thesaurus van Auteursnamen: 304945390
- Virtual International Authority File: 286116531
- WorldCat: E39PBJp9qDPM6wxwgW9MPrYByd